# Adrián Terrazas-González
Adrián Terrazas-González (ur. 17 października 1975 w Chihuahua w Meksyku) – muzyk grający na flecie, saksofonie tenorowym, klarnecie basowym i na instrumentach perkusyjnych. Były członek zespołu The Mars Volta.

## Życiorys
Urodził się i wychował w Chihuahua w Meksyku, w otoczeniu muzyki pochodzącej z Ameryki Środkowej, takiej jak danzón, bolero, rumba, son, czy mambo. Na instrumentach zaczął grać w wieku 10 lat – najpierw na flecie, na którym wykonywał utwory muzyki poważnej i dawnej muzyki Azteków. Pięć lat później zaczął grać na saksofonie tenorowym; wzorem do naśladowania był dla niego John Coltrane.
Podczas studiów na wydziałach socjologii i muzykologii, Adrian zaczął współpracować z muzykami tworzącymi tradycyjną muzykę Zachodniej Afryki. Bardzo ciekawiła go tradycja religii Yoruba, wywodząca się z zachodniej Nigerii, która stanowiła podstawę dla wierzeń Santeria (Kuba i Puerto Rico), Candombl (Baha, Brazylia), Vodun (Haiti) oraz Cu Taan (Meksyk).
W roku 2004 Terraza dołączył do zespołu Mars Volta podczas prac nad albumem studyjnym Frances the Mute. Adrian określił kiedyś Omara Ridrigueza-Lopeza mianem „(...) jednego z najbardziej kreatywnych tekściarzy w muzyce rockowej. Granie w tym zespole pomogło mi wejść na wyższy poziom świadomości i kreatywności.”
Do tej pory Terrazas nagrywał lub występował z takimi artystami jak Larry Harlow, Erik Unsworth, Dr. Willy Hill, Dr. Donald Wilkinson, Damo Suzuki, Lenny Castro, Money Mark Nishita, Jay Azzolina, Los Lobos, Reggie Young, Ozomatli, Smokie Norful, Roberto Serrano-Cruz, Juan Alderete, The Big Sir (Und Und Die Scheiße Ändert Sich Immer 2006), Omar Rodríguez-López Group Robert Carranza, Thomas Pridgen, John Frusciante, Jonathan Hischke, Gene Coye oraz Deantoni Parks.
Artysta działa również w grupie artystów występujących pod szyldem REGIMEN. Współpracuje także z wieloma muzykami z Los Angeles, a także wykłada na warsztatach w szkołach i na uniwersytetach na Środkowym Zachodzie i Zachodzie USA oraz w Meksyku.

## Dyskografia

### Z The Adrián Terrazas-González Trio
- Cu Taan (2007)

### ZMars Volta
- Frances the Mute (2005)
- Scabdates (2005)
- Amputechture (2006)
- The Bedlam in Goliath - LP (2008)

### ZOmar Rodríguez-López Group
- Omar Rodríguez (2005)
- Please Heat This Eventually (2007)
- Se Dice Bisonte, No Bùfalo (2007)
- Omar Rodríguez-López & Lydia Lunch (2007)
- The Apocalypse Inside of An Orange (2007)
- Calibration (Is Pushing Luck and Key Too Far) (2007)

### ZBig Sir
- Und Die Scheiße Ändert Sich Immer (2006)

## Sprzęt
- Instrumenty dęte drewniane:
  - Selmer 1949 Super Balanced Action Tenor Saxophone
  - Selmer Soloist H Tenor Saxophone Mouthpiece
  - Selmer Super Action 80 Series II Alto Saxophone
  - Selmer Super Session E Alto Saxophone Mouthpiece
  - Selmer Super Action 80 Series II Soprano Saxophone
  - Selmer Super Session G Soprano Saxophone Mouthpiece
  - Selmer 1970 Series A Bass Clarinet
  - Clark W. Fobes San Francisco Bass Clarinet Custom Mouthpiece
  - Selmer 1972 Series 10G Clarinet
  - Clark W. Fobes San Francisco Clarinet Custom Mouthpiece
  - Francois Louis Ultimate Ligature for all Saxophones and Clarinets
  - De Jacques Neck Straps
  - Pearl Flutes

- Wzmacniacze:
  - Hartke KM200

- Efekty:
  - Ernie Ball WAH
  - BOSS PS-5 Super Shifter
  - Maestro woodwind Effects Box
  - Moogerfooger Ring Modulator
  - MXR Phase 90
  - DigiTech JamMan Looper Performance Loop Pedal

- Mikrofony
  - Samson CL8 - Multi-pattern Studio Condenser Mic
  - Samson UHF Synth 5
  - Electro-Voice RE20